# جيانا بيريتا مولا
سانت جيانا بيريتا مولا (بالإيطالية: Gianna Beretta Molla)‏ (4 أكتوبر 1922 - 28 أبريل 1962) كانت طبيبة أطفال إيطالية.
عندما كانت حاملا بطفلها الرابع، رفضت جيانا كلا من الإجهاض واستئصال الرحم، على الرغم من علمها بأن الاستمرار في الحمل يمكن أن يؤدي إلى وفاتها، وهذا ما حدث بالفعل في يوم ولادتها لطفلها وكان ذلك في يوم 28 أبريل 1962 عمر يناهز 39 سنة.
في عام 2004 تم عمل مراسيم إعلان القداسة لها واعتبارها قديساُ في الكنيسة الكاثوليكية الرومانية.

## عن حياتها
ولدت جيانا بيريتا في مدينة ماغنيتا في مملكة إيطاليا في عام 1922. وكان ترتيبها العاشر من أصل ثلاثة عشر طفلا في أسرتها، فقط ثمانية منهم كانوا على قيد الحياة حتى مرحلة البلوغ. عندما كانت في الثالثة من عمرها، انتقلت عائلتها إلى بيرغامو، وترعرعت في منطقة لومباردي في إيطاليا. في عام 1942 بدأت بيريتا دراستها للطب في ميلان. حصلت على دبلوم الطب في عام 1949، وافتتحت مكتبا بالقرب من مسقط رأسها مدينة ماغنيتا، حيث تخصصت في طب الأطفال.

## وفاتها
عندما كانت حاملا بطفلها الرابع، رفضت جيانا كلا من الإجهاض واستئصال الرحم، على الرغم من علمها بأن الاستمرار في الحمل يمكن أن يؤدي إلى وفاتها، وهذا ما حدث بالفعل في يوم ولادتها لطفها وكان ذلك في يوم 28 أبريل 1962 عن عمر يناهز 39 سنة.